# Jhander Khurd
Jhander Khurd (em panjabi:  ਚੰਡੇਰ ਖ਼ੁਰਦ) é uma aldeia no distrito de Shaheed Bhagat Singh Nagar, do estado de Punjab, Índia. Ela está localizada a 10 quilómetros de distância de Banga, a 24 quilómetros de Phagwara, a 21 quilómetros da sede do distrito Shaheed Bhagat Singh Nagar e a 114  quilómetros da capital Chandigarh. A aldeia é administrada por um Sarpanch, um representante eleito da aldeia.

## Demografia
Desde 2011, Jhander Khurd tem um número total de 167 casas e uma população de 823 elementos, dos quais 440 são do sexo masculino e 383 são do sexo feminino de acordo com o relatório publicado pelo Censo da Índia em 2011. A taxa de alfabetização de Jhander Khurd é 80.50%, superior à media do estado, que é de 75,84%. A população de crianças sob a idade de 6 anos é de 69, que é 8.38% da população total de Jhander Khurd, e a relação do sexo das criança é aproximadamente 1226, quando comparada à média do estado de Punjab de 846. A maioria das pessoas é de Schedule Caste, constituindo cerca de 64.28% da população da ilha. De acordo com o relatório publicado pelo Censo da Índia em 2011, 220 pessoas estavam envolvidas em actividades de trabalho fora da população total de Jhander Khurd que inclui 205 homens e 15 mulheres. De acordo com o relatório de pesquisa de censo de 2011, 100% dos trabalhadores descrevem seu trabalho como principal trabalho e 0% dos trabalhadores estão envolvidos na actividade marginal, que forneceria subsistência por menos de 6 meses.

## Transporte
A estação ferroviária de Banga é a estação de comboio mais próxima, no entanto, a estação ferroviária de Phagwara Junction fica a 20,5 quilómetros de distância da aldeia. O Aeroporto de Sahnewal é o aeroporto doméstico mais próximo, encontrando-se a 70 quilómetros, em Ludhiana, e o aeroporto internacional mais próximo fica situado em Chandigarh. Outro aeroporto internacional, o de Sri Guru Ram Dass Jee, é o segundo aeroporto internacional mais próximo, que fica a 137 quilómetros.